# Joseph Evouna
Joseph Evouna (nascido em 23 de outubro de 1952) é um ex-ciclista olímpico camaronês. Evouna representou o seu país durante os Jogos Olímpicos de Verão de 1972 (Munique) e Jogos Olímpicos de Verão de 1980, em Moscou.